# Соловьёв-Седой, Василий Павлович
Васи́лий Па́влович Соловьёв-Седо́й (настоящая фамилия Соловьёв; 12 [25] апреля 1907, Санкт-Петербург — 2 декабря 1979, Ленинград) — советский композитор, пианист и общественный деятель. Герой Социалистического Труда (1975), народный артист СССР (1967), лауреат Ленинской премии (1959) и двух Сталинских премий 2-й степени (1943, 1947), кавалер трёх орденов Ленина (1957, 1971, 1975).

## Биография
Родился 12 (25) апреля 1907 года в Санкт-Петербурге в семье выходцев из крестьян.
Отец, Павел Павлович Соловьёв, служил старшим дворником в доме № 139 Старо-Невского проспекта. Мать, Анна Фёдоровна, работала горничной у известной певицы А. Д. Вяльцевой, которая подарила ей граммофон и грампластинки со своими песнями. Псевдоним «Седой» произошёл от детского прозвища (у Василия были очень светлые волосы). В раннем детстве получил от отца в подарок балалайку, которую освоил самостоятельно и организовал трио с соседскими детьми. Первыми «классическими» музыкальными впечатлениями стали походы в Мариинский театр, куда его водил виолончелист, живший в их доме. Там мальчик слышал оперу «Сказание о невидимом граде Китеже» Н. А. Римского-Корсакова, которой дирижировал А. Коутс, выступления Ф. И. Шаляпина в операх «Борис Годунов» М. П. Мусоргского и «Севильский цирюльник» Дж. Россини.
В 1923 году окончил единую трудовую школу. Увидев в петербургском кинотеатре «Слон» пианино для тапёра, стал по слуху подбирать известные мелодии и научился играть: с 1925 года озвучивал киносеансы в клубах, работал аккомпаниатором в студии художественной гимнастики (вместе с Е. А. Мравинским), пианистом-импровизатором на Ленинградском радио.
С 1929 году по совету А. С. Животова учился в Ленинградском центральном музыкальном техникуме (ныне — Санкт-Петербургский музыкальный колледж имени М. П. Мусоргского), где его сокурсниками были Н. В. Богословский, И. И. Дзержинский, В. В. Желобинский, Л. А. Ходжа-Эйнатов. В 1931 году композиторское отделение Центрального техникума закрыли и всех студентов-композиторов перевели в Ленинградскую консерваторию. Соловьёв-Седой окончил консерваторию в 1936 году по классу композиции у П. Б. Рязанова. В годы учёбы работал композитором в Кукольном и Антирелигиозном театрах Ленинграда.
Хотя молодой композитор писал в разных (в том числе академических) жанрах, во второй половине 1930-х годов определилось основное — лирико-песенное — направление его творческой деятельности (всего он написал свыше 400 песен). В 1936 году на ленинградском конкурсе массовых песен первой премии были удостоены его песни «Парад» (слова А. И. Гитовича) и «Песня о Ленинграде» (слова Е. И. Рывиной). В 1938 году начал писать музыку для кино. В 1940 году в Ленинграде и в 1941 году в Москве состоялась премьера его балета «Тарас Бульба» (2-я редакция — 1955).
В годы войны жил в Чкалове (ныне — Оренбург), где в 1941 году организовал и возглавил театральную фронтовую бригаду «Ястребок», с которой был направлен на Калининский фронт, в район Ржева. В эвакуации познакомился с поэтом А. И. Фатьяновым, ставшим его постоянным творческим партнёром. Война дала мощный драматический импульс его творчеству. В период 1941—1945 годов написал около 70 песен, стяжавших ему всенародную любовь; среди них — «Вечер на рейде» (стихи А. Д. Чуркина), «На солнечной поляночке» («Тальяночка»), «Соловьи», «Давно мы дома не были» (все три — на стихи А. И. Фатьянова), «О чём ты тоскуешь, товарищ моряк?» (стихи В. И. Лебедева-Кумача), «Не тревожь ты себя, не тревожь», «Услышь меня, хорошая» (обе — на стихи М. В. Исаковского), «Матросские ночи» (стихи С. Б. Фогельсона). В 1945 году написал песни к комедийному фильму «Небесный тихоход» — «Потому что мы пилоты» (стихи А. И. Фатьянова) и «Пора в путь-дорогу» (стихи С. Б. Фогельсона); в том же году в Куйбышеве состоялась премьера его оперетты «Верный друг».
Послевоенное время (до начала 1960-х) — годы творческого расцвета. Песня «На лодке» из музыки к кинофильму «Первая перчатка» (1946, на стихи В. И. Лебедева-Кумача) — одна из его самых проникновенных лирических песен. Песня «В путь» из фильма «Максим Перепелица» (1955, стихи М. А. Дудина) стала самой популярной строевой в Советской Армии. В 1947 году композитор написал песенный цикл на стихи А. И. Фатьянова «Сказ о солдате», песня из которого «Где же вы теперь, друзья-однополчане?» стала любимой у советских ветеранов. Песня на стихи М. Л. Матусовского из документального фильма «В дни спартакиады» (1956, режиссёры И. В. Венжер и В. Н. Бойков) «Подмосковные вечера» стала музыкальным символом СССР во всём мире; её инципит с 1964 года и поныне — позывные государственной радиостанции «Маяк». К VI Международному фестивалю молодёжи и студентов в Москве (1957) написал песню «Если бы парни всей земли» на стихи Е. А. Долматовского. Созданный в том же году шедевр композитора — «Вечерняя песня» (на стихи А. Д. Чуркина; известна по начальным словам как «Город над вольной Невой…»), стала неофициальным гимном Ленинграда.
Среди других его сочинений: балет «В порт вошла „Россия“» (1964), оперетты «Самое заветное» (Московский театр оперетты, 1951), «Олимпийские звёзды» (Ленинградский театр музыкальной комедии, 1962), «Восемнадцать лет» (1967, там же), «У родного причала» (1970, Одесский театр музыкальной комедии), «Жил-был Шельменко» (1978, Тернопольский театр музыкальной комедии), вокальные циклы «Четыре портрета ребят с целины» (сл. Л. И. Ошанина, С. Б. Фогельсона, собств., 1961), «Северная поэма» (сл. Г. Я. Горбовского, 1967), «Светлые песни» (сл. Г. Я. Горбовского, 1973), «Мои современники» (сл. С. Б. Фогельсона, Г. Я. Горбовского, А. Шутко, М. Румянцевой, 1973—1975).
Писал музыку к художественным (более 40), к мультипликационным, научно-популярным и документальным кинофильмам (около 15), музыку к драматическим спектаклям и радиопостановкам (около 40). Автор мемуаров и публицистических статей. В начале 1970-х годов был членом жюри популярного телевизионного конкурса «Алло, мы ищем таланты!».
В 1948—1974 годах занимал крупные административные должности в Союзе композиторов СССР: в 1948—1964 годах — председатель правления Ленинградского отделения СК СССР, в 1957—1974 годах — секретарь СК СССР, с 1960 года — секретарь СК РСФСР. Депутат Верховного Совета СССР 3—5-го созывов (1950—1962).
Скончался 2 декабря 1979 года в Ленинграде. Похоронен на Литераторских мостках Волковского кладбища.

### Семья
Жена (с 1935) — Татьяна Давыдовна Рябова (1912—1993), пианистка. Дочь Наталья (род.1937) — актриса московского театра мимики и жеста. Внуки Глеб и Василий.

## Музыкальный стиль
Истоки музыкального стиля композитора, с одной стороны, в народных песнях Псковщины, с другой стороны, в городской песне и в городском романсе начала XX века. Ясный и чёткий контур мелодии («напевание», свойственное некоторым его песням, типологически родственно американскому «крунингу», но в отличие от него имеет выраженно русскую интонацию), диатоническая гармония и простой ритм обеспечили его музыке широкое общественное признание.
Вместе с тем, умеренное использование альтерированных аккордов, в том числе с применением тритоновой замены («На лодке», т. 38; «Берег северный», тт. 6-7), модализмов («Подмосковные вечера», вступление с дорийской субдоминантой) и линеарных созвучий (вступление к песне «Вечер на рейде») выводит гармонию за рамки банальности, придаёт ей пряность (см. нотный пример). В патриотической «Балладе о солдата» любопытен музыкально-риторический приём. Гармония песни в целом диатонична, но гармонизация слова «вперёд» (в духоподъёмной фразе «шёл вперёд солдат») в пенультиме главной каденции (тоника f-moll) с применением VIIн (es/ges/b) и — там же — внедрение IIн в мелодию (ges) неожиданно придают музыке мрачный фригийский колорит.
Умеренность отличает подход Соловьёва-Седого к музыкальной ритмике. В подавляющем большинстве музыкальный ритм песни полностью коррелирует со стихотворным ритмом, предложенным поэтом — не только в маршевых и дорожных (где отсутствие такой корреляции недопустимо), но и в лирических песнях («Соловьи», «Где ж ты, мой сад», «На лодке» и многие другие). Вместе с тем, композитор признавался:

Не люблю текстов как бы с заранее заданным музыкальным ритмом. Бывает так: принесут стихи. Читаю. Чувствую, что они написаны под вальс или другой танец, диктуют мне определённый ритм. Остается только записать нотными знаками. Когда стихотворение диктует ритм песни слишком определённо, мне трудно писать, да и неинтересно.— Пути-дороги, с. 110
Эта позиция намеренного «противостояния» поэту в ряде случаев, в самом деле, прослеживается. Так, стихотворение «На солнечной поляночке» (1943), написанное Фатьяновым по законам регулярной ямбической поэзии (с чередованием женского и мужского окончаний), композитор реализовал (в припеве) чередованием двухдольного и трёхдольного метров, причём стиховое и музыкальное ударения то совпадают, то не совпадают (см. нотный пример). В контексте это выглядит как намеренная стилизация ритмических перебоев, типичных для гармошечных наигрышей (по крайней мере, «типичных» в представлении композитора).
Ещё один пример нерегулярной метрики — в песне «Услышь меня, хорошая» (1945) на стихи Исаковского. В каждой строке стихотворения — четыре одинаковые ямбические стопы. Эта «монотония регулярности» намеренно разрушена: стихи распеты в основном на 5/4, в некоторых тактах той же песни используется 3/4. Метр 5/4 в контексте придаёт музыке эффект трепетного нетерпения, как будто у лирического героя от волнения перехватывает дыхание, а такт на 3/4 — точки отдыха, в которой можно перевести дух. Несовпадение стиховых и музыкальных акцентов отмечается и в позднейших песнях, например, в «Подмосковных вечерах» (1955). Матусовский написал стихи, явно подражая «кольцовскому» пятисложнику. Соловьёв-Седой же, как бы наперекор поэту, реализовал песню в метрике четырёхдольного такта, в результате чего музыкальные акценты в некоторых местах попали на безударные слоги.
Песни Соловьёва-Седого неоднократно обрабатывались для разных инструментальных и вокальных составов. Виртуозную фортепианную фантазию (в стиле «Венгерских рапсодий» Ф. Листа) на песню «На солнечной поляночке» написал С. М. Каган. Из многочисленных обработок песни «Подмосковные вечера» выделяется джазовая версия британского ансамбля «Kenny Ball and his Jazzmen» (англ. Midnight in Moscow, записана в 1961). Эстрадную обработку той же песни в 1964 г. выполнил Берт Кемпферт с оркестром, хором и «обязательными» балалайками, в 1969 году (для фильма-концерта «Москва в нотах») — Вадим Людвиковский.

## Признание
Прижизненные тиражи грампластинок составили 2,5 млн экземпляров. Песни исполняли ведущие артисты советской эстрады: М. Н. Бернес (первый исполнитель песен «В жизни так случается» и «Если бы парни всей земли»), В. А. Бунчиков (первый исполнитель песни «Вечер на рейде» в дуэте с М. В. Михайловым), Г. П. Виноградов (первый исполнитель песни «На солнечной поляночке»), В. С. Володин (первый исполнитель песен «Закаляйся» и «Во всём нужна сноровка» из фильма «Первая перчатка»), В. А. Нечаев, Г. К. Отс (в том числе в переводе на эстонский язык), Э. С. Пьеха, В. К. Трошин (первый исполнитель песни «Подмосковные вечера»), Л. О. Утёсов, Э. А. Хиль, К. И. Шульженко, И. Д. Шмелёв и другие.

## Награды и звания
- Герой Социалистического Труда (1975)
- Заслуженный деятель искусств РСФСР (1956)
- Народный артист РСФСР (1957)
- Народный артист СССР (1967)
- Сталинская премия второй степени (1943) — за песни «Вечер на рейде», «Песня мщения», «Играй, мой баян…»[11]
- Сталинская премия второй степени (1947) — за песни «Пора в путь-дорогу…», «Давно мы дома не были…», «Едет парень на телеге…», «Стали ночи светлыми…»
- Ленинская премия (1959) — за песни «В путь», «Вёрсты», «Если бы парни всей земли», «Марш нахимовцев», «Подмосковные вечера»
- Три ордена Ленина (1957, 1971, 1975)
- Орден Красной Звезды (1945)
- Медаль «За доблестный труд в Великой Отечественной войне 1941—1945 гг.»
- Медаль «За доблестный труд. В ознаменование 100-летия со дня рождения Владимира Ильича Ленина»
- Медаль «В память 250-летия Ленинграда»
- Медаль «Ветеран труда»

## Сочинения
Балеты
- «Тарас Бульба» (по повести Н. В. Гоголя, 1940, Ленинградский театр оперы и балета; 2-я ред. — 1955; там же)
- «В порт вошла „Россия“» (1963, Ленинградский театр оперы и балета)

Оперетты и музыкальные комедии
- «Верный друг» (1945, Куйбышевский театр оперы, балета и музыкальной комедии; Ленинградский театр музыкальной комедии)
- «Самое заветное»[12] (1951, Московский театр оперетты)
- «Олимпийские звёзды» (1962, Ленинградский театр музыкальной комедии)
- «Восемнадцать лет» (1967, Ленинградский театр музыкальной комедии)
- «У родного причала» (1970, Одесский театр музыкальной комедии)
- «Вендетта» (1969)
- «Брак по любви» («Свадьба с препятствиями», Кемерово, 1971)
- «Алмазные подвески» («Подвески королевы»), Ленинград, 1973)
- «Жил-был Шельменко» (1978, Тернопольский театр музыкальной комедии)

Для симфонического оркестра
- Лирическая поэма (не окон. 1933)
- Поэма «Партизанщина» (1934)
- Сюиты из балетов «Тарас Бульба» (1960), «В порт вошла „Россия“» (1961)

Для фортепиано и симфонического оркестра
- Концерт (неоконч., 1935)

Для голоса и симфонического оркестра
- Песни восставшей Венгрии (сл. А. Гидаша, 1932)

Для скрипки и фортепиано
- Лирические прелюдии (1934)

Для виолончели и фортепиано
- Две пьесы (1935)

Для фортепиано
- Шесть вариаций (1930)
- Сюита (1934)
- Прелюд (1936)
- Вальс «Красная стрела» (1951)

Для голоса, чтеца и фортепиано
- Северная баллада (сл. Г. Я. Горбовского, 1967)

Для голоса и фортепиано
- Сюита «Кресло, стул и табурет» (сл. А. Л. Барто, 1931)
- Басни (сл. Д. Бедного, 1932)
- Циклы на сл. С. А. Есенина (1936)
- Светлые песни (Поэма о любви, сл. Г. Я. Горбовского, 1973)
- Романсы на сл. А. С. Пушкина, М. А. Кузмина, А. А. Жарова, В. А. Бутягиной, Е. А. Вечтомовой

Музыка к драматическим спектаклям«Глубокая провинция» М. А. Светлова (Ленинградский театр драмы им. А. С. Пушкина, 1935), «Слава» В. М. Гусева (Ленинградский театр драмы им. А. С. Пушкина, 1937), «Любовь Яровая» К. А. Тренёва (Ленинградский театр драмы им. А. С. Пушкина, 1937), «Дружба» В. М. Гусева (Ленинградский реалистический театр, 1938), «Падь Серебряная» Н. Ф. Погодина (Ленинградский театр им. Ленинского комсомола, 1939), «Замужняя невеста» А. С. Грибоедова, А. А. Шаховского, Н. И. Хмельницкого (Русский драматический театр БССР, 1944), «Лётчики не умирают» И. В. Штока (Ленинградский театр им. Ленинского комсомола, 1948), «Поют жаворонки» К. Крапивы (Ленинградский театр Комедии, 1950), «Свадьба с приданым» Н. М. Дьяконова (Ленинградский театр им. Ленинского комсомола, 1951), «Иван Рыбаков» В. М. Гусева (Москва, Малый театр, 1954), «Дальняя дорога» А. Н. Арбузова (Ленинградский театр драмы им. А. С. Пушкина, 1958), «Весенние скрипки» А. П. Штейна (Московский театр им. Вл. Маяковского, 1959), «Василий Тёркин» (по мотивам поэмы А. Т. Твардовского, Театр им. Моссовета, 1961), «Глеб Космачёв» М. Ф. Шатрова (Московский драматический театр имени М. Н. Ермоловой, 1961), «Дождь — хорошая погода» М. Шатерниковой (Ленинградский театр Комедии, 1969), «Мария» А. Д. Салынского (Ленинградский театр драмы им. А. С. Пушкина, 1970)
Музыка к радиопостановкамрадиооперетта «Хорошая погода» (1934), «Сказка о рыбаке и рыбке» А. С. Пушкина (1936), «Сказка о попе и о работнике его Балде» А. С. Пушкина (1937), «Россия» (текст А. А. Прокофьева, 1944), «Азовское море» (пьеса Л. Г. Зорина, 1952).

### Песни
Соловьёв-Седой написал свыше четырёхсот песен. Среди наиболее известных:
- «Играй, мой баян» (1941, на стихи Людмилы Давидович)
- «Вечер на рейде» (1941, на стихи Александра Чуркина)
- «О чём ты тоскуешь, товарищ моряк?» (1942, на стихи Василия Лебедева-Кумача)
- «На солнечной поляночке» («Тальяночка», 1942, на стихи Алексея Фатьянова)
- «Соловьи» (1944, на стихи Алексея Фатьянова)
- «Наш город» (1945, на стихи Алексея Фатьянова. Мелодия припева служила позывными Ленинградского радио)
- «Перелётные птицы» (1945, на стихи Алексея Фатьянова. Из кинофильма «Небесный тихоход»)
- «Пора в путь-дорогу» (1945, на стихи Соломона Фогельсона. Из кинофильма «Небесный тихоход»)
- «Давно мы дома не были» (1945, на стихи Алексея Фатьянова)
- «На лодке» (1946, на стихи В. И. Лебедева-Кумача)[15]
- «Где же вы теперь, друзья-однополчане?» (1946—1947, на стихи Алексея Фатьянова)
- «Подмосковные вечера» (1955, на стихи Михаила Матусовского. Из кинофильма «В дни спартакиады»)
- «Если бы парни всей Земли» (1957, на стихи Евгения Долматовского)
- «В путь» (1955, на стихи Михаила Дудина. Из кинофильма «Максим Перепелица»)
- «Вечерняя песня» («Слушай, Ленинград!», «Вечерняя Ленинградская», 1957, на стихи Александра Чуркина. Считается неофициальным гимном Санкт-Петербурга)

### Литературные сочинения
- За музыкальную правду эпохи. — Л.: Советский композитор, 1972.
- Пути-дороги. Воспоминания, рассказы о песнях, мысли об искусстве / Литературная запись П. Радчика. Общая редакция Л. Мархасева. — Л.: Советский композитор, 1982. — 184 стр., илл.

## Фильмография

### Композитор
- 1938 — Одиннадцатое июля
- 1940 — Будни
- 1940 — Небеса
- 1940 — Приятели
- 1945 — Небесный тихоход
- 1946 — Первая перчатка
- 1949 — Счастливого плавания! (совм. с Л. А. Ходжа-Эйнатовым)
- 1952 — Навстречу жизни
- 1954 — Чемпион мира
- 1955 — В один прекрасный день
- 1955 — Девушка-джигит
- 1955 — Доброе утро
- 1955 — Максим Перепелица (песня «В путь», слова М. Дудина)
- 1956 — Она вас любит!
- 1956 — Песня табунщика
- 1957 — Всего дороже
- 1958 — Очередной рейс (совм. с М. А. Глухом)
- 1959 — Верные сердца (музыка песен, песня «Я письмо заветное напишу тайком и тебе пошлю его с белым голубком…», слова М. Матусовского)
- 1959 — Невские мелодии
- 1959 — Повесть о молодожёнах (песня детдомовцев «Дом над Невой», слова А. Хазина)
- 1959 — Жеребёнок (короткометражный)
- 1960 — Конец чёрной топи (мультипликационный)
- 1960 — Осторожно, бабушка! (текст песен Б. Семёнова, С. Фогельсона)
- 1961 — В трудный час
- 1961 — Иван Рыбаков
- 1962 — Душа зовёт (короткометражный) (используемая песня, текст песни А. Чуркина)
- 1963 — Огни московского метро (документальный)
- 1964 — Весенние хлопоты
- 1964 — Донская повесть
- 1964 — Зелёный дом
- 1964 — Когда песня не кончается (совм. с др.)
- 1965 — Давайте знакомиться: месяц Май (фильм-спектакль) (совместно с другими)
- 1965 — Залп «Авроры»
- 1965 — Первый посетитель
- 1965 — Песня летит по свету (мультипликационный) (песня «Подмосковные вечера» в обработке И. Шахова)
- 1966 — Песни в пути (документальный)
- 1966 — Товарищ песня (киноальманах)
- 1968 — Виринея
- 1970 — Любовь Яровая
- 1971 — Шельменко-денщик
- 1972 — Поют пионерские горны (документальный) (используемая музыка)
- 1973 — Волны над нами (фильм-спектакль) (текст песни С. Фогельсона)
- 1973 — Открытая книга
- 1974 — Незнакомый наследник (тексты песен С. Льясова, Н. Малышева)
- 1975 — Любовь останется (фильм-спектакль) (совместно с другими)
- 1975 — Фитиль (киножурнал) (сюжет № 151 «Летающие тарелки»)
- 1976 — Сладкая женщина
- 1979 — Таёжная повесть
- 1985 — Легенда о мушкетерах (фильм-спектакль) (используемая музыка)

### Роли
- 1964 — Когда песня не кончается — дирижер и пианист, выступление у памятника «Медный всадник»
- 1965 — Семь советских песен (документальный) — Ленинград, Дом композиторов, за роялем, записывает ноты

### Участие в фильмах
- 1964 — Я — кинолюбитель (документальный)
- 1966 — Песни в пути (документальный)
- 1971 — Поговорить нам необходимо… (документальный)
- 1974 — Споёмте, друзья… Василий Соловьёв-Седой (документальный)

### Архивные кадры
- 1987 — …Всё, что на сердце у меня… (документальный)
- 2005 — Как уходили кумиры (документальный)

## Память
- В 1982 году в честь композитора Почта СССР выпустила почтовую марку «70 лет со дня рождения В. П. Соловьева-Седого».
- 20 июня 1997 года в честь В. П. Соловьёва-Седого назван астероид (5078) Соловьёв-Седой, открытый в 1974 году советским астрономом Л. И. Черных.
- В 2007 году Банк России выпустил посвящённую композитору серебряную монету.
- В Санкт-Петербурге на доме, где жил композитор в 1950—1979 годах, установлена мемориальная доска.
- Именем композитора с 1981 по 2001 год назывался Эстрадно-симфонический оркестр Ленинградского телевидения и радио.
- 28 декабря 2016 года именем Соловьёва-Седого назван сквер на Невском проспекте между домом № 148 и домом № 150, ближайший к домам, где композитор жил в разные годы.

- Почтовый конверт СССР, 1982 год
- Памятная монета Банка России, посвящённая 100-летию со дня рождения Соловьёва-Седого. 2 рубля, серебро, 2007 год

## Адреса в Санкт-Петербурге — Петрограде — Ленинграде
- 25.04.1907 — 1929 — доходный дом — Невский проспект (с 1918 года — проспект 25 октября), 139;
- 1929 — осень 1935 года — доходный дом графини Салтыковой — улица Жуковского, 20, кв. 7;
- осень 1935—1941 — доходный дом — проспект 25-го Октября, 139, кв. 49;
- 1944—1950 — доходный дом — Невский проспект, 160, кв. 2;
- 1950 — 02.12.1979 года — доходный дом — набережная реки Фонтанки, 131, кв. 8.
- дача в посёлке Комарово (Санкт-Петербург) на Большом проспекте.

## Издания сочинений
В. Соловьев-Седой. Собрание сочинений в шести томах:
- Том 1. Песни для голоса в сопровождении фортепиано, 1936—1948. Л.: Музыка, 1985.
- Том 2. Песни для голоса в сопровождении фортепиано, 1949—1976. Л.: Музыка, 1986.
- Том 3. Сцены и арии из оперетт, 1945—1967 г. Л.: Музыка, 1986.
- Том 4. Сцены и арии из оперетт, 1968—1978. Л.: Музыка, 1987.
- Том 5. Самое заветное: Оперетта в 3 действиях. Л.: Музыка, 1988.
- Том 6. Балетная музыка, 1954—1964; Музыка из драматических спектаклей и кинофильмов, 1946—1960. Л.: Музыка, 1989.